# Cartutx Lefaucheux

Selecció de tipus de cartutxos de foc piny per ordre de 15 mm, 12 mm, 9 mm, 7 mm, 5 mm i 2 mm. La descripció de cada cartutx apareix a la pàgina de fitxers de la imatge.

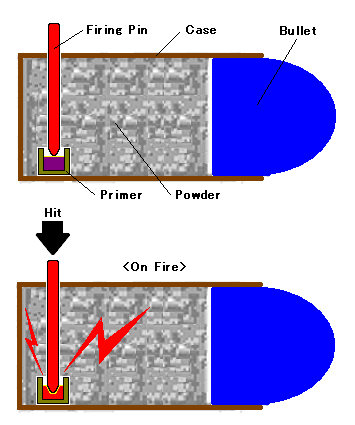
Esquema d'un cartutx de pistola Lefaucheux

Un cartutx Lefaucheux o cartutx d'espiga és un tipus obsolet de cartutx metàl·lic en el qual s'encén el compost encebador colpejant un petit passador que sobresurt radialment de la part posterior del cartutx. Inventat pel francès Casimir Lefaucheux a la dècada de 1830 no fou patentat fins al 1835, va ser un dels primers dissenys pràctics d'un cartutx metàl·lic. La seva història està estretament associada amb el desenvolupament de les armes de retrocàrrega que van acabar substituir les armes d'avantcàrrega

## Història

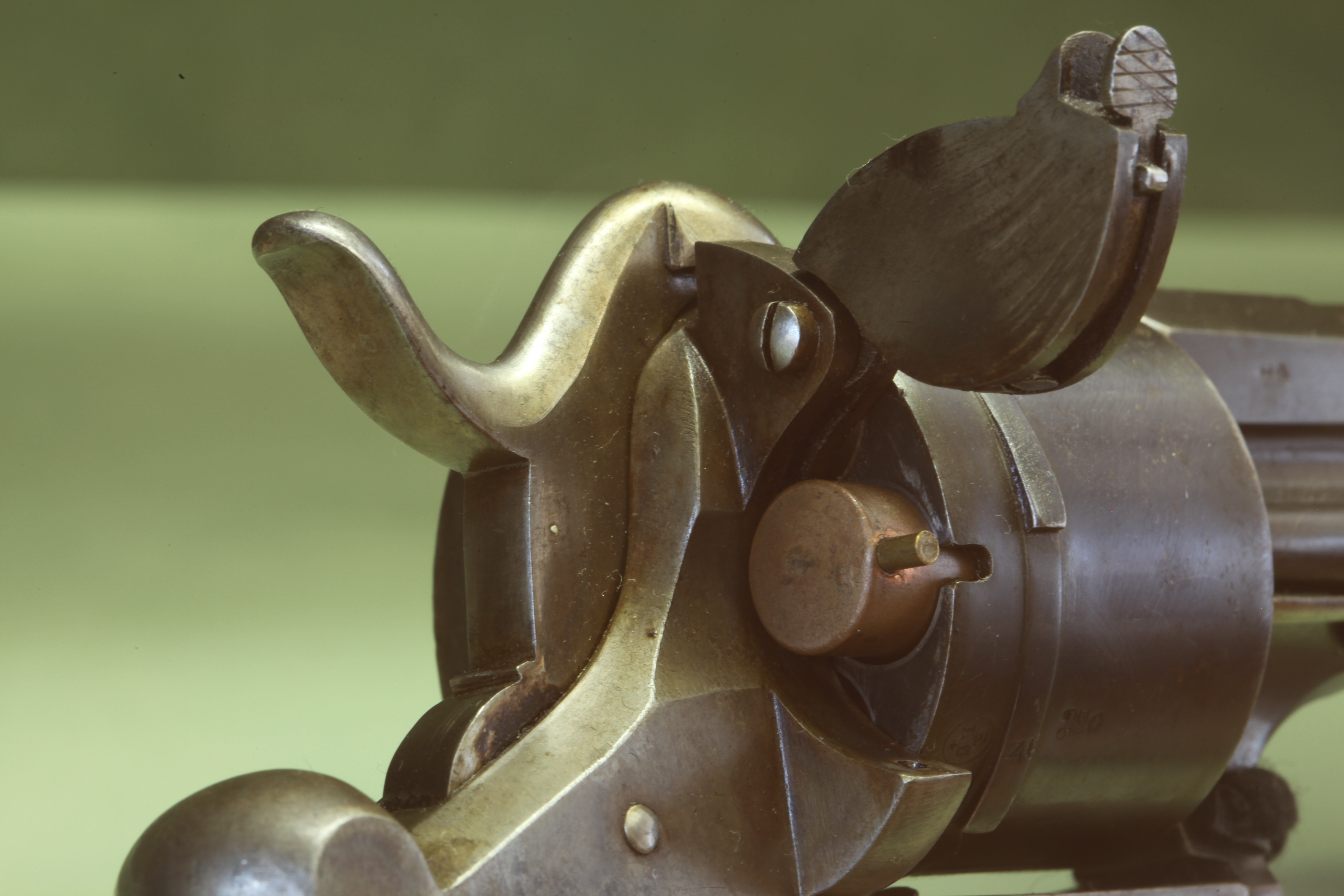
Detall d'una pistola Lefaucheux M1858. Fixeu-vos en el passador que sobresurt del cartutx.

El fabricant suís d'armes Samuel Joannes Pauly va patentar el 1812 el primer cartutx de retrocàrrega (càrrega per la culata). Es feia servir en una escopeta amb canons fixos que es carregava aixecant el bloc de culata per la part superior. Henri Roux, fabricant d'armes francès, va intentar millorar aquest cartutx la dècada de 1820, però molts van considerar que un cartutx amb encebador incorporat era massa perillós i moltes armes de retrocàrrega van tornar a utilitzar un cartutx sense encebador, es disparaven amb un pistó de percussió separat com l'utilitzat a les armes d'avantcàrrega encara dominants en aquella època .
Casimir Lefaucheux, de París, va decidir el 1832 patentar un sistema de retrocàrrega on el canó s'articulava cap avall deixant obert l'extrem de la culata. Aquest encara utilitzava un pistó de percussió independent, com es pot veure en les armes de foc supervivents que contenen els noms dels primers fabricants d'armes amb els quals va signar contractes el 1833 i el 1834). El 1835 se li va concedir una addició a la patent de 1832 per a un nou tipus de cartutx en què l'encebador anava dins del cartutx i s'encenia colpejant un petit passador que sobresortia radialment just per sobre de la base del cartutx. Aquests passadors s'adaptaven a una petita ranura tallada a la part superior de l'extrem del canó i facilitaven la col·locació del cartutx. El cartutx utilitzava una base metàl·lica (sovint llautó) connectada a un tub de cartró que normalment carregaven el tirador o el seu personal, però que no eren completament estancs al gas. Això reduïa la força de la càrrega ja que permetia la fuga de residus de pólvora i gas.
El cartutx de Lefaucheux va ser molt millorat per la patent de 1846 (número 1963) de Benjamin Houllier, de París, que va introduir una millora i va fer que el cartutx fos estanc al gas, cosa que va millorar molt el rendiment. Eren barats i tenien un dispar net. Les armes Lefaucheux millorades van augmentar en popularitat a França i algunes van ser importades pels fabricants britànics d'armes però amb una indiferència aclaparadora per part dels usuaris d'armes. Tècnicament tenien prejudicis contra una arma que s'obria per la meitat, tot i els avantatges evidents de la retrocàrrega. Tenien armes d'avantcàrrega de gran perfecció, es consideraven els millors enginyers del món (inventant la Revolució Industrial) i tenien una mala visió dels francesos: el vell enemic i un aliat poc fiable.
No va ser fins a la Gran Exposició de 1851 a Londres que els fabricants d'armes britànics i nord-americans van prendre amb més serietat les armes de retrocàrrega. L'exhibició d'una pistola Lefaucheux va inspirar l'aprenent anglès fabricant d'armes Edwin Charles Hodges (1831-1925) a fer-ne una còpia millorada i convèncer el principal fabricant d'armes londinenc Joseph Lang que aquesta era l'arma del futur. Es va acreditar universalment a Lang com el primer fabricant d'armes britànic en produir armes Lefaucheux en qualsevol quantitat. La seva primera arma d'aquest nou tipus es va produir el 1853. Altres fabricants d'armes britànics, entre ells Lancaster, Blanch i Reilly, es van inspirar de la mateixa manera en els originals francesos i les armes Lefaucheux millorades es van convertir en el nou tipus d'armes que els anys 1857/8 tots els cavallers i prínceps britànics volien tenir. EC Hodges va continuar guanyant-se la vida com a fabricant independent especialitzat en armes de recàrrega Lefaucheux per encàrrec de fabricants d'armes de renom com Boss, Lancaster, Egg, Grant, Atkin, Rigby, Dickson, Purdey, Woodward, Army and Navy, i molts altres.
Després de la mort de Casimir el 1852, el seu fill Eugene va continuar comercialitzant el disseny de Lefaucheux amb gran èxit. Es va fer cada vegada més popular a Europa i un gran nombre d'armes tant escopetes com revòlvers (sovint anomenades Lefaucheux, pel seu inventor, fos qui fos el fabricant), es van fabricar des de mitjans de la dècada de 1850 fins a la dècada de 1890. Eren més ràpides i fàcils de carregar que les armes d'avantcàrrega amb pólvora negre, pistó i bala ; i també eren capaços de disparar de manera molt més fiable quan estaven mullats. Els cartutxos Lefaucheux estaven disponibles en una gran quantitat de mides per a diversos tipus d'armes.
Tot i que les escopetes Lefaucheux van disminuir des de principis de la dècada de 1860 després de la introducció de cartutxos d'escopetes amb percussor central fabricades en massa, els revòlvers Lefaucheux van tenir un gran èxit i difusió en particular, sent adoptats pels exèrcits de França, Itàlia, Espanya, Suïssa, Suècia i altres. També es van utilitzar durant la Guerra Civil Americana, tot i que de vegades eren menyspreats a causa de la seva poca potència en comparació amb els revòvers d'avantcàrrega com els Colt i altres de percussió. Algunes armades també els van adoptar, sovint amb exemples de "servei marítim" de llautó, que en gran part no es veien afectats per la corrosió causada per la sal.
El cartutx Lefaucheux va esdevenir obsolet un cop van estar disponibles els fiables cartutxos de percussió anul·lar i percussió central, ja que sense haver d'alinear el passador amb la ranura a la paret de la cambra eren més ràpids de carregar. També eren més segurs perquè no tenien cap passador sobresortint que pogués fer que la munició detonés accidentalment durant una manipulació brusca, especialment dels cartutxos solts.

## Fabricants nord-americans
- Ethan Allen &amp; Co.[6] de Worcester, Massachusetts
- Allen i Wheelock de Worcester, Massachusetts
- CD Leet & Co.[7] de Springfield, Massachusetts
- C. Sharps &amp; Co.[8] de Filadèlfia, Pennsilvània
- Union Metallic Cartridge Company[9] de Bridgeport, Connecticut
- William Tibbals[10] de South Coventry, Connecticut

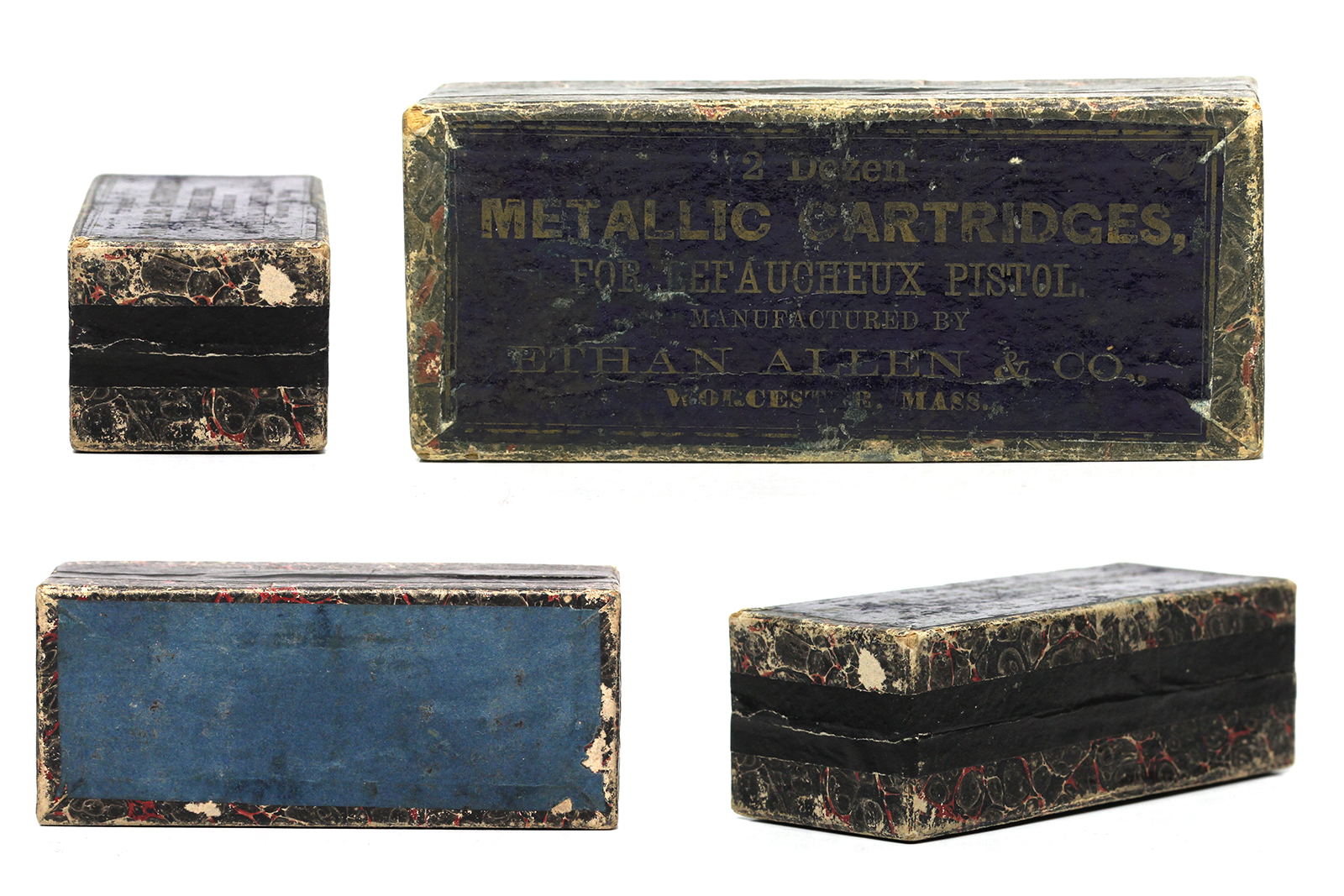
Caixa de cartutxos Pinfire per Ethan Allen & Co.
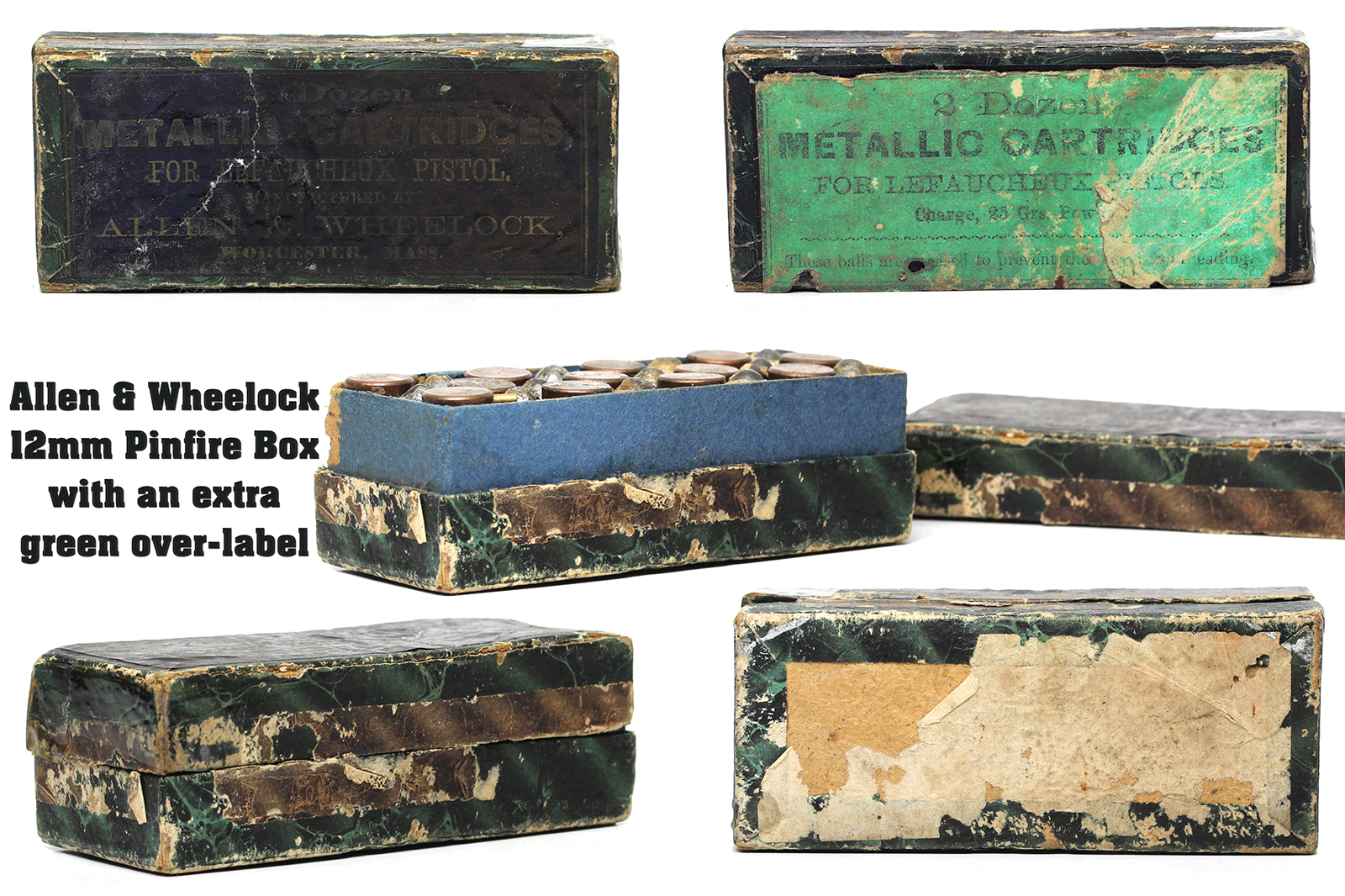
Caixa de cartutxos Pinfire per Allen & Wheelock & Co.
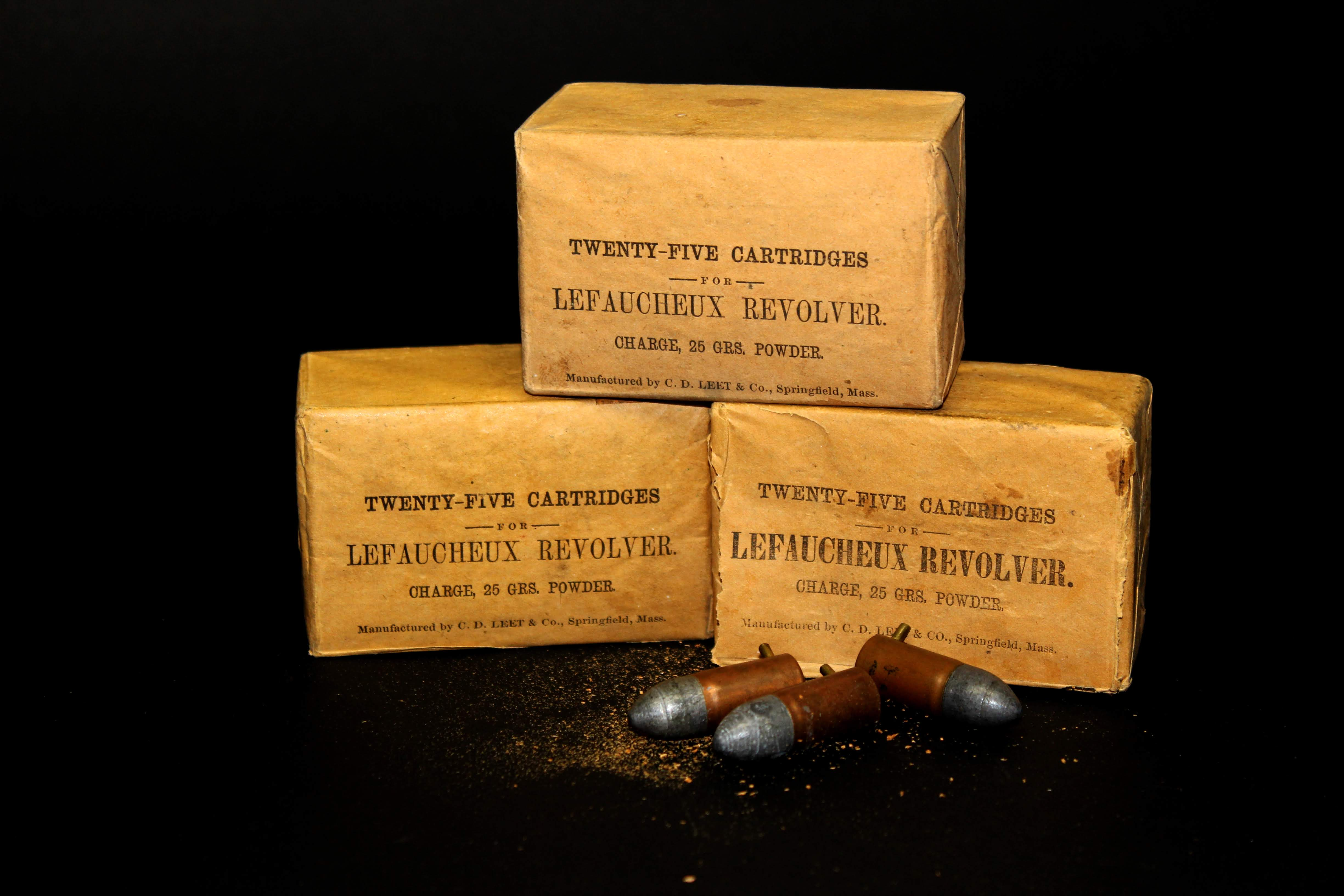
Pinfire Cartridge Box de CD Leet & Co.
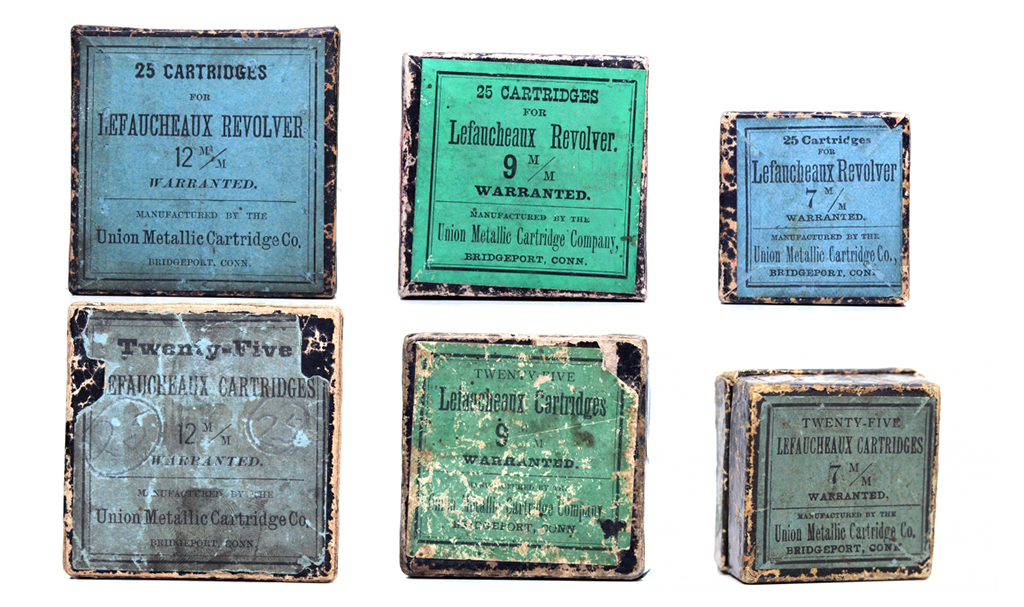
Caixes de cartutxos Pinfire per Union Metallic Cartridge Company

## Fabricants britànics
- Eley Brothers[11] de Londres
- Kynoch &amp; Co.[12] de Birmingham

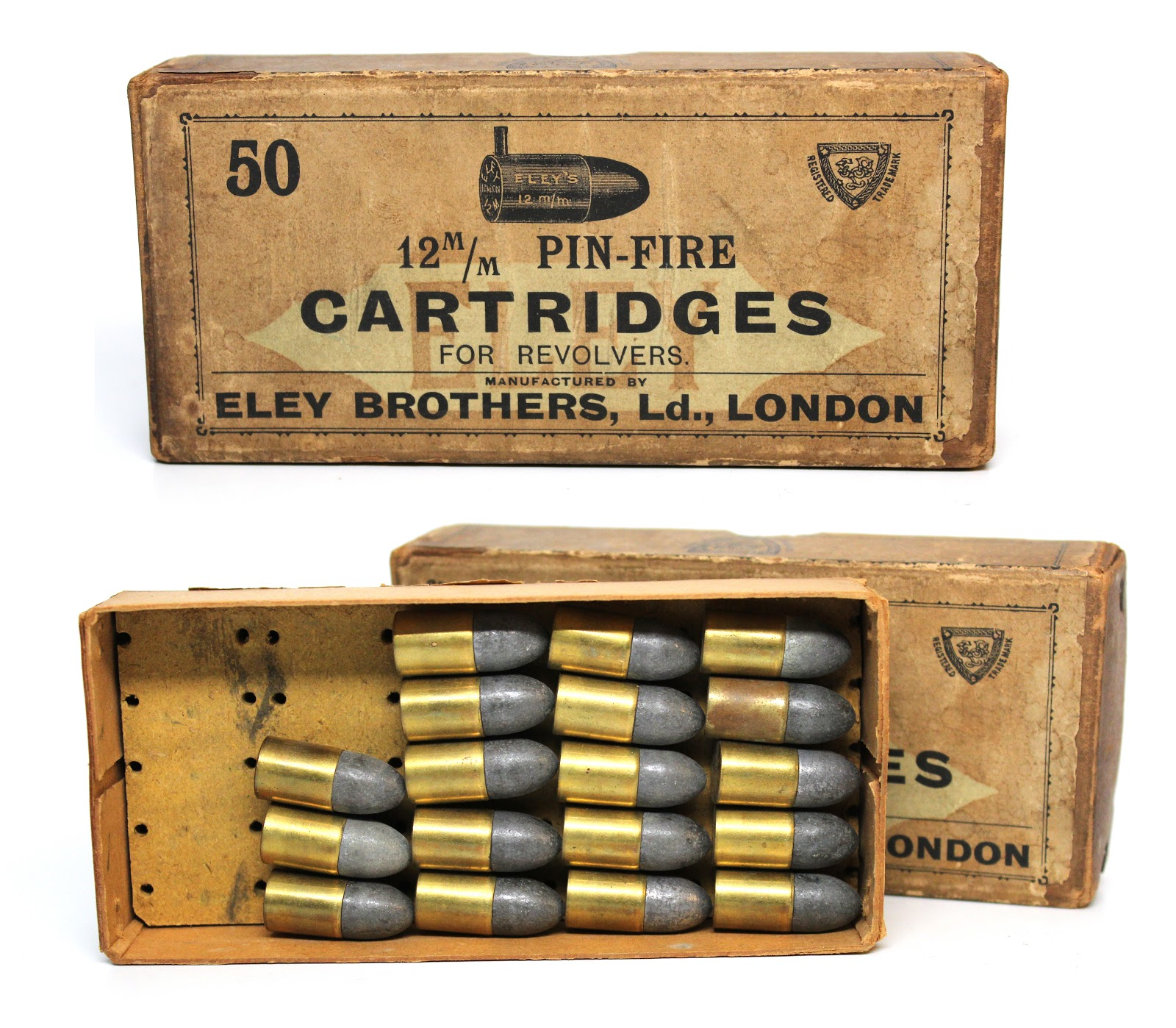
Pinfire Cartridge Box per Eley Brothers
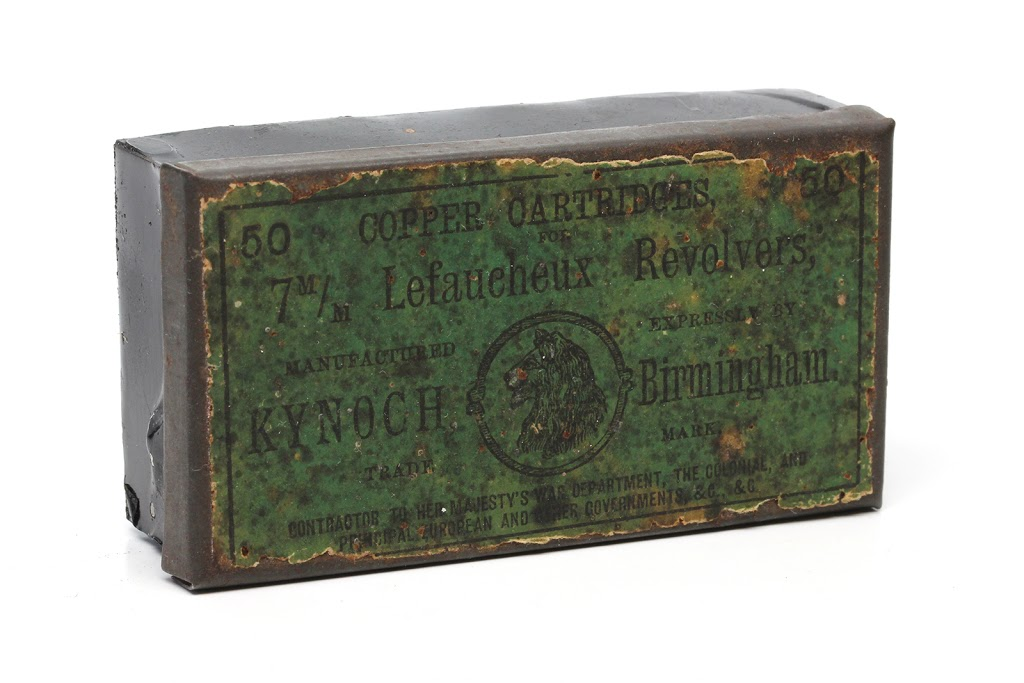
Caixa de cartutxos Pinfire de Kynoch & Co.

## Estat actual
Tot i que els cartutxos Lefaucheux (estàndard o d'escopeta) són tècnicament obsolets, ja que les armes de percussor anular no es fabriquen des de fa cent anys, els entusiastes de l'armament d'època sovint fabriquen cartutxos de percussor anular amb materials moderns i disparen les seves armes antigues. Pel que fa a les pistoles, algunes pistoles en miniatura modernes i modernes es fabriquen en calibres molt petits, com ara 2 mm. Tot i que no són armes pràctiques, utilitzen municions de Lefaucheux perquè el calibre és massa petit per al percussor central o per al foc. Al mercat de col·lectors hi ha disponibles armes de foc antigues i cartutxos, i existeixen moderns kits de recàrrega que contenen cartutxos especialitzats que es poden carregar manualment, tot i que el procés és molt més complex que per als cartutxos de percussor central.